# Isin (città antica)
Isin (in sumero: I3-si-inki) fu un'antica città-stato della bassa Mesopotamia che fiorì nel II millennio a.C., oggi corrispondente a Ishan al-Bahriyat (Governatorato di Al-Qādisiyyah, Iraq), a circa 20 km a sud di Nippur.
Non vi sono re di Isin che appartengono al periodo sumerico in quanto la “Dinastia di Isin” è originaria dello stato Amorrita, della bassa Mesopotamia, che ottenne l'indipendenza con il declino della Terza dinastia di Ur (in pratica con la caduta dell'impero sumero). La dinastia di Isin si concluse nel 1730 a.C. circa.

## Storia

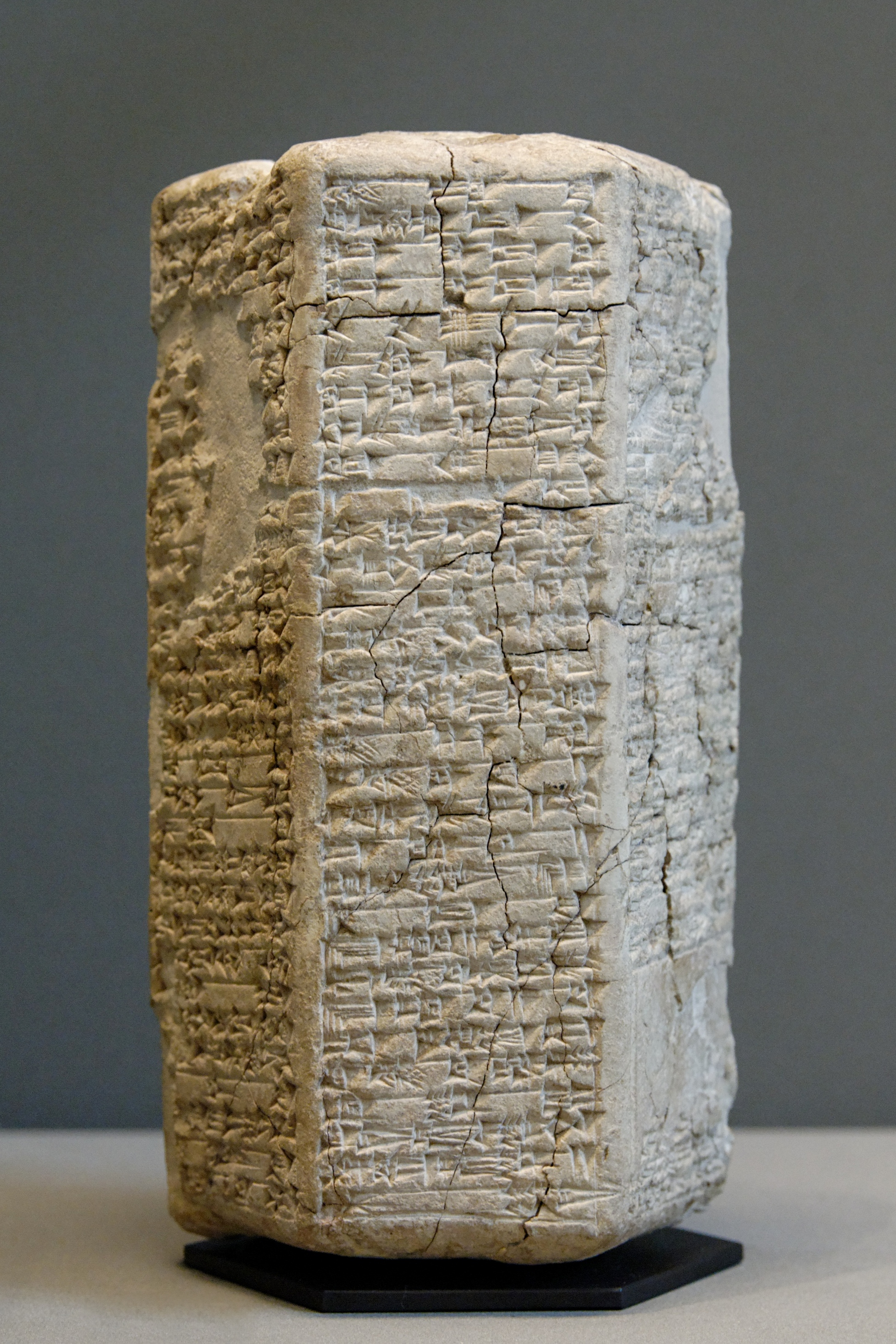
Inno dedicato a Iddi-Dagan, re di Isin. Iscrizione su argilla, ca. 1950 a.C.

Quando la Terza dinastia di Ur gradualmente si disgregò, verso la fine del terzo millennio a.C., le città-stato più potenti cercarono di colmare il vuoto di potere che si era creato. L'ultimo re sumero della dinastia di Ur, Ibbi-Sin, non ebbe le risorse e l'organizzazione politica necessaria per respingere le aggressive popolazioni che iniziarono l'invasione dall'Elam. Uno dei suoi governatori ufficiali, Ishbi-Erra, si trasferì da Ur a Isin e si proclamò governatore della città.
Ishbi-Erra (2017-1985 a.C.) estese il suo potere dal golfo Persico al fiume Hamazi, a discapito di Ibbi-Sin. Dopo pochi anni la caduta della dinastia di Ur, Ishbi-Erra e i suoi due immediati successori (Shu-ilishu e  Iddin-Dagān) riuscirono in poco tempo ad espandere il proprio dominio e, grazie ad alcune importanti vittorie militari, costrinsero gli Elamiti a ritirarsi. Questo permise ad Isin di assumere il controllo delle importanti città commerciali e culturali di Ur, Uruk e del centro spirituale di Nippur.
Anche se non è considerato un successore della Terza dinastia di Ur, Ishbi-Erra fece alcuni tentativi per dare una continuità alla dinastia, molto probabilmente per legittimare il suo potere.
Intanto, nel resto della Mesopotamia, altre figure seguirono l'esempio di Ishbi-Erra, fondando nuove potenti dinastie a Der, Eshnunna, Sippar, Kish e Larsa.
Isin prosperò per oltre cento anni. Rovine di grandi costruzioni, come templi, sono state riportate alla luce. Inoltre sono stati scoperti molti editti reali e codici di leggi (quello di Lipit-Ishtar è uno dei più antichi conosciuti). La struttura politica centralizzata della Terza dinastia di Ur fu fondamentalmente mantenuta, con i regnanti di Isin che nominavano governatori e altri funzionari locali per esercitare la loro volontà nelle province. Inoltre le ricche rotte commerciali verso il golfo Persico rimasero una cruciale risorsa per la città.

### La caduta
Gli esatti eventi che portarono alla disgregazione del regno di Isin sono in gran parte sconosciuti, ma alcune evidenze aiutano a far luce.
Documenti indicano che l'accesso alle risorse idriche rappresentò sempre un grande problema per Isin. La città, inoltre, subì un duro colpo quando un governatore reale della provincia di Lagash, Gungunum, si impadronì della città di Ur.
Ur era stato il principale centro commerciale del golfo e quindi questo evento paralizzò economicamente Isin. Inoltre i due successori di Gungunum, Abisare e Sumu-el (ca. 1905 e 1894 a.C.), cercarono entrambi di tagliare fuori Isin dai propri canali dirottandoli verso Larsa.
Nippur nel frattempo era stata perduta e non verrà mai più recuperata. Attorno al 1860 a.C. un usurpatore chiamato Enlil-bani si impadronì del trono di Isin, ponendo fine alla dinastia ereditaria stabilita da Ishbi-Erra 150 anni prima.
Anche se politicamente ed economicamente debole, Isin riuscì a mantenersi indipendente da Larsa per altri quaranta anni. Fu infine conquistata da Rim-Sin, re di Larsa, nel 1792 (o 1794).

### Re della Prima dinastia di Isin
Si riporta l'elenco dei sovrani della Prima dinastia di Isin con le date di regno secondo la cronologia media:
| Re della Prima dinastia di Isin | Re della Prima dinastia di Isin |
| ------------------------------- | ------------------------------- |
| Ishbi-Erra                      | 2017-1985                       |
| Shu-ilishu                      | 1984-1975                       |
| Iddin-Dagān                     | 1974-1954                       |
| Ishme-Dagan                     | 1953-1935                       |
| Lipit-Ishtar                    | 1934-1924                       |
| Ur-Ninurta                      | 1923-1896                       |
| Bur-Sin                         | 1895-1874                       |
| Lipit-Enlil                     | 1873-1869                       |
| Erra-imitti                     | 1868-1861                       |
| Enlil-bani                      | 1860-1837                       |
| Zambiya                         | 1836-1834                       |
| Iter-pisha                      | 1833-1831                       |
| Ur-dukuga                       | 1830-1828                       |
| Sin-magir                       | 1827-1817                       |
| Damiq-ilishu                    | 1816-1794                       |
| annessa da Larsa                | 1794                            |

### Seconda dinastia di Isin
Si parla di una Seconda dinastia di Isin (o Isin II) in riferimento alla quarta delle tradizionali dieci dinastie babilonesi (vedi Lista reale babilonese). Il più importante re di questa dinastia fu Nabucodonosor I (1125-1104 a.C.).
| Re                   | accadico            | Inizio regno | Fine regno | Successione |
| -------------------- | ------------------- | ------------ | ---------- | --- |
| Marduk-kabit-ahheshu | Marduk-kabit-aḫḫēšu | 1154         | 1140       | Successione non chiara; nome e durata del regno di questo re sono stati tratti dalla Lista reale C |
| Itti-Marduk-balatu   | Itti-Marduk-balāṭu  | 1139         | 1132       | Figlio di Marduk-kabit-ahheshu; nome e durata del regno di questo re sono stati tratti dalla Lista reale C |
| Ninurta-nadin-shumi  | Ninurta-nādin-šumi  | 1131         | 1126       | il nome è riportato nella Lista reale C; sincronismo attestato con il re assiro Assur-resh-ishi I |
| Nabucodonosor I      | Nabû-kudurri-uṣur   | 1125         | 1104       | Figlio di Ninurta-nadin-shumi; sincronismo attestato con il re assiro Assur-resh-ishi I e con il re elamico Khuteludush-In-Shushinak (1120-1100 ca.) |
| Enlil-nadin-apli     | Enlil-nādin-apli    | 1103         | 1100       | Figlio di Nabucodonosor I |
| Marduk-nadin-ahhe    | Marduk-nādin-aḫḫē   | 1099         | 1082       | Figlio di Ninurta-nadin-shumi e fratello di Nabucodonosor I, usurpò forse il trono di Enlil-nadin-apli, di cui era zio e che all'epoca era forse minore; la Lista reale C lo indica, forse per un errore scribale, Marduk-nadin-shumi; sincronismo attestato con il re assiro Tiglatpileser I |
| Marduk-shapik-zeri   | Marduk-šāpik-zēri   | 1081         | 1069       | Successione non chiara; la lettura del nome è stata stabilita in base alla Lista reale C e alla Cronaca di Tiglatpileser I; la Storia sincronica lo indica come Marduk-shapik-zer-mati, ma si tratta probabilmente di un errore dello scriba (che avrà scambiato il titolo MAN=šar, 're', per una parte del nome); sincronismo attestato con il re assiro Assur-bel-kala (o con Asharid-apil-Ekur) |
| Adad-apla-iddina     | Adad-apla-iddina    | 1068         | 1047       | Usurpatore, senza relazioni con gli altri re; la Storia sincronica riporta che Marduk-shapik-zer-«mati» fu messo sul trono di Karduniash dal re assiro Assur-bel-kala (ma la lettura è sintatticamente incerta) e che era figlio di Esagil-shaduni e quindi "figlio di nessuno"; la Nuova cronaca babilonese pone Adad-apla-iddina tra i re numero 7 e 12 della II dinastia di Isin, ma i nomi di tutti gli altri re cominciano con Marduk- o Nabu-; peraltro, la Lista sincronica ci informa che il settimo re della II dinastia di Isin si chiamava Adad-; la durata del regno di questo re (22 anni) è invece nota dalla Lista reale A, in cui però il nome del re è praticamente illeggibile; sincronismo attestato con il re assiro Assur-bel-kala (o con Asharid-apil-Ekur) |
| Marduk-ahhe-eriba    | Marduk-aḫḫē-erība   | 1046         | 1046       | Successione non chiara; la lettura del nome di questo re è incerta ed è stata stabilita, senza grandi certezze, sulla base di un kudurru, datato a quest'epoca sulla base di considerazioni paleografiche, che lo indica come Marduk-ahhe-eriba |
| Marduk-zer-X         | Marduk-zēra-[—]     | 1045         | 1034       | Successione non chiara |
| Nabu-shumlibur       | Nabû-šumu-libūr     | 1033         | 1026       | Successione non chiara; il nome è recuperato dalla Cronaca religiosa, in cui è presente un [Na]bû-šumu-lībur |

## Archeologia
Il sito ove sorgeva Isin è oggi una bassa collina ma comunque ben percepibile, che misura circa 1,5 km di diametro ed ha un'altezza massima di 8 m.
Il sito di Ishan al-Bahriyat fu visitato in una singola giornata da Stephen Langdon per l'esecuzione di un sondaggio, mentre stava scavando a Kish nel 1924.
Gran parte degli scavi archeologici ad Isin furono compiuti tra il 1973 e il 1989, per un totale di 11 campagne di scavo, da una squadra di archeologi tedeschi guidati da Barthel Hrouda.
Tuttavia, come è accaduto per molti siti in Iraq, la ricerca è stata interrotta dalla guerra del golfo (1990-1991) e dalla guerra in Iraq (2003-2011).

## Cultura
Ishbi-Erra mantenne molte delle pratiche religiose che erano fiorite nel precedente periodo di Ur III, come ad esempio il rituale sacro di unione compiuto ogni anno. Durante questo rito, il re interpreta la parte del mortale Dumuzi, e si unisce, attraverso un atto sessuale, ad una sacerdotessa che rappresenta la dea dell'amore e della guerra Inanna (nota anche come Isthar). Ciò era fatto nell'intento di rafforzare il rapporto del re con gli dei, che avrebbero donato stabilità e prosperità all'intero paese. I re di Isin, inoltre, mantennero la pratica di nominare le loro figlie sacerdotesse ufficiali del dio della luna di Ur.

## Letteratura
La letteratura del periodo, in linea generale, mantiene e continua le tradizioni di quella di Ur III. Per esempio, la tradizione dell'inno reale, un genere iniziato nel precedente millennio, fu mantenuta. Molti inni reali scritti per i re di Isin riflettono i temi, la struttura e la lingua di Ur. A volte gli inni sono stati scritti in prima persona nella voce del re; altre volte erano richieste e preghiere di cittadini ordinari per il re.
È in questo periodo che la Lista dei re sumeri perviene alla sua forma finale, nonostante essa si basi su fonti molto più antiche. La compilazione della Lista sembra mettere in primo piano la stessa dinastia di Isin, in quanto la dinastia sembra voglia ricollegarsi ai primi (anche se a volte leggendari) re.